# Privilège de l'Union (1423)

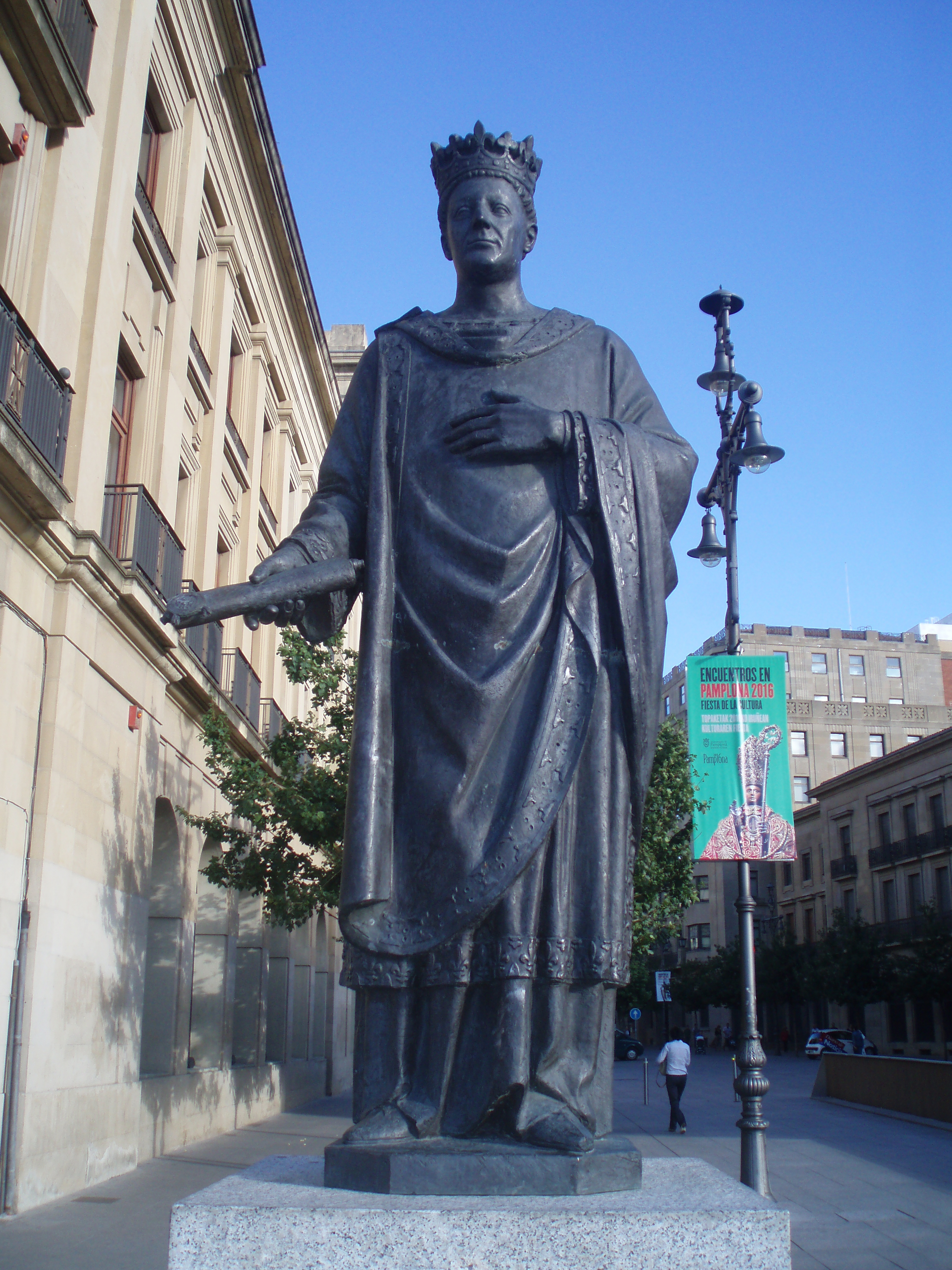
Monument à Charles III le Noble (1387-1425). Pampelune (confluence de l'Avenida de Carlos III et de la Plaza del Castillo). Par Francisco López, l'un des représentants les plus authentiques du réalisme sculptural espagnol contemporain.

En Navarre, le décret rédigé en roman de Navarre par lequel les trois principaux centres de population (également appelés les trois bourgs de Pampelune: La Navarrería, Burgo de San Cernin  et Población de San Nicolás) sont devenus un seul est appelé Privilège de l'Union, l'Union des Trois Bourgs en un seul concile. Auparavant, au Moyen Âge, elles fonctionnaient comme des entités administratives distinctes. Le document, signé le 8 septembre 1423 par le roi Charles III le Noble, avait également pour objet d'établir un accord qui mettrait fin aux différends séculaires entre eux qu'il modifiait, ainsi que certaines ordonnances qui réglementeraient son fonctionnement,.
Par ordre royal, la ville arbora désormais une nouvelle bannière et commença un nouveau projet de bâtiments défensifs, joignant les espaces qui restaient entre les bourgs avec de nouveaux murs, et éliminant progressivement les murs intérieurs. Ce processus a donné naissance à de nouvelles rues, comme celle qui porte encore aujourd'hui son nom, Calle Nueva, dans la partie ancienne de la ville,.
Charles III de Navarre le convertit en Fuero avec rang de loi, réunissant les Cortes de Navarre pour souligner l'acte avec plus de solennité et jurer devant elles de respecter à perpétuité la nouvelle législation.
Le conseil municipal de Pampelune était régi par les dispositions du privilège de l'Union du 8 septembre 1423 au 7 septembre 1836, à l'exception de la période comprise entre le 26 mars 1820 et le 18 septembre 1823, lorsqu'il avait un conseil municipal. du gouvernement. Le 1er janvier 1837, un nouveau conseil constitutionnel formé par une commission préparatoire en vigueur depuis le 8 septembre précédent, entre en fonction.

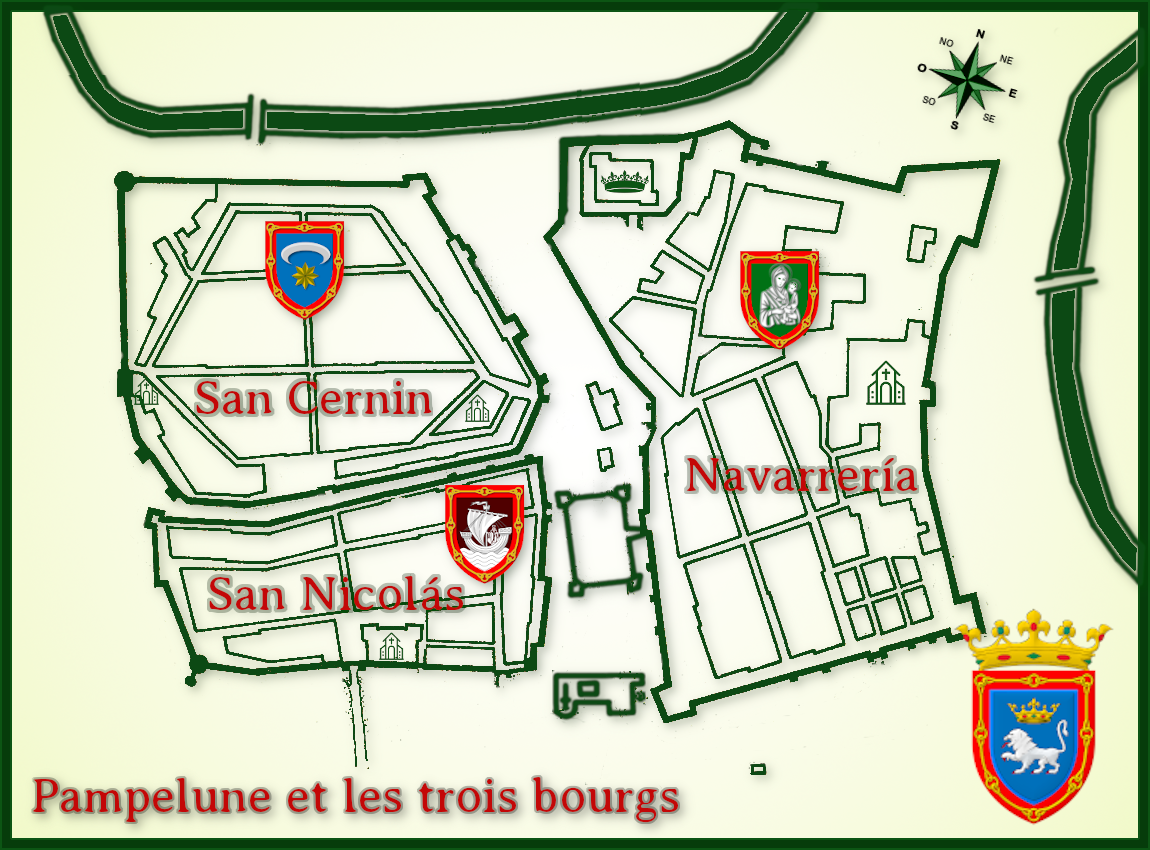
Bourgs de Pampelune

## Contexte historique
Pour comprendre l'importance de cette loi, une connaissance préalable du contexte historique dans lequel elle a été promulguée est essentielle. Surtout des épisodes tragiques comme la Guerre de Navarre (1272) qui provoqua la désolation pendant un demi-siècle de la plus ancienne ville de Pampelune établie autour de sa cathédrale.

### De la commune romaine au domaine ecclésiastique
Au début du XIe siècle, Pampelune était assez dépeuplée. Ensuite, le roi de Pampelune (pas encore de Navarre), Sancho III le Grand (1004-1035) a promu la récupération de l'ancienne ville, la ville d'origine −maintenant appelée Navarrería− continuation de l'héritage historique de l'ancienne ville romaine (Pompaelo; le nom en basque, Iruña, documenté depuis le Xe siècle).
Siège épiscopal habituel, il était principalement habité par des paysans et des serviteurs de la cathédrale de Pampelune, autour desquels se resserrait le hameau. Entre les années 1090 et 1100, comme ce fut le cas dans d'autres villes du royaume lui-même, et dans les royaumes chrétiens voisins, il y eut un intense mouvement de repeuplement. Dans la partie orientale du plateau où se trouvait l'ancienne enclave romaine se dresse le Burgo de San Cernin (en espagnol, Burgo de San Cernin), une colonie d'artisans et de marchands francs. Peu de temps après, la population de San Nicolás a surgi, avec une population mixte entre les Francs et les indigènes. Le Burgo de San Cernin a toujours revendiqué une plus grande antiquité.
Une partie importante de tout ce processus est la figure de l'évêque Pedro de Roda, également connu sous le nom de Pedro de Anduque ou Pedro de Rodez, occupant le siège du diocèse de Pampelune entre 1083 et 1115. La dévotion de Pampelune à San Saturnino découle de la présence de cet évêque qui, déjà en 1096, assista le pape Urbain II dans la consécration de la Basilique Saint-Sernin à Toulouse et fit don au conseil toulousain lui-même de la petite église d'Artajona sous le nom de ce saint à ce temps. Ce sera au cours de ce mandat épiscopal de l'évêque Pedro à Pampelune que le repeuplement de la Navarrería et du Burgo et de la population sera documenté.
Les colons francs, installés depuis la fin du XIe siècle dans la plaine occidentale du noyau urbain existant autour de la cathédrale, ont obtenu le Fuero de Jaca du roi Alphonse Ier le Batailleur en 1129, ce qui leur a accordé de nombreux privilèges et droits. Du point de vue urbain, le plan du Burgo de San Cernin a plusieurs aspects à considérer; Tout d'abord, une nette séparation entre le Burgo, la Navarreria (la ville épiscopale) et la ville de San Nicolás, comme le montrent les programmes d'études de José María Lacarra, Julio Caro Baroja et Juan José Martinena. Le tracé de Navarrería suit l'articulation urbaine classique sur deux routes principales, perpendiculaires −le cardo et le decumanus− typiques des fondations romaines. Le tracé du plan de San Nicolás, quant à lui, rappelle les villes aquitaines-pyrénéennes bien connues, et anticipe même les modèles anglais ultérieurs.

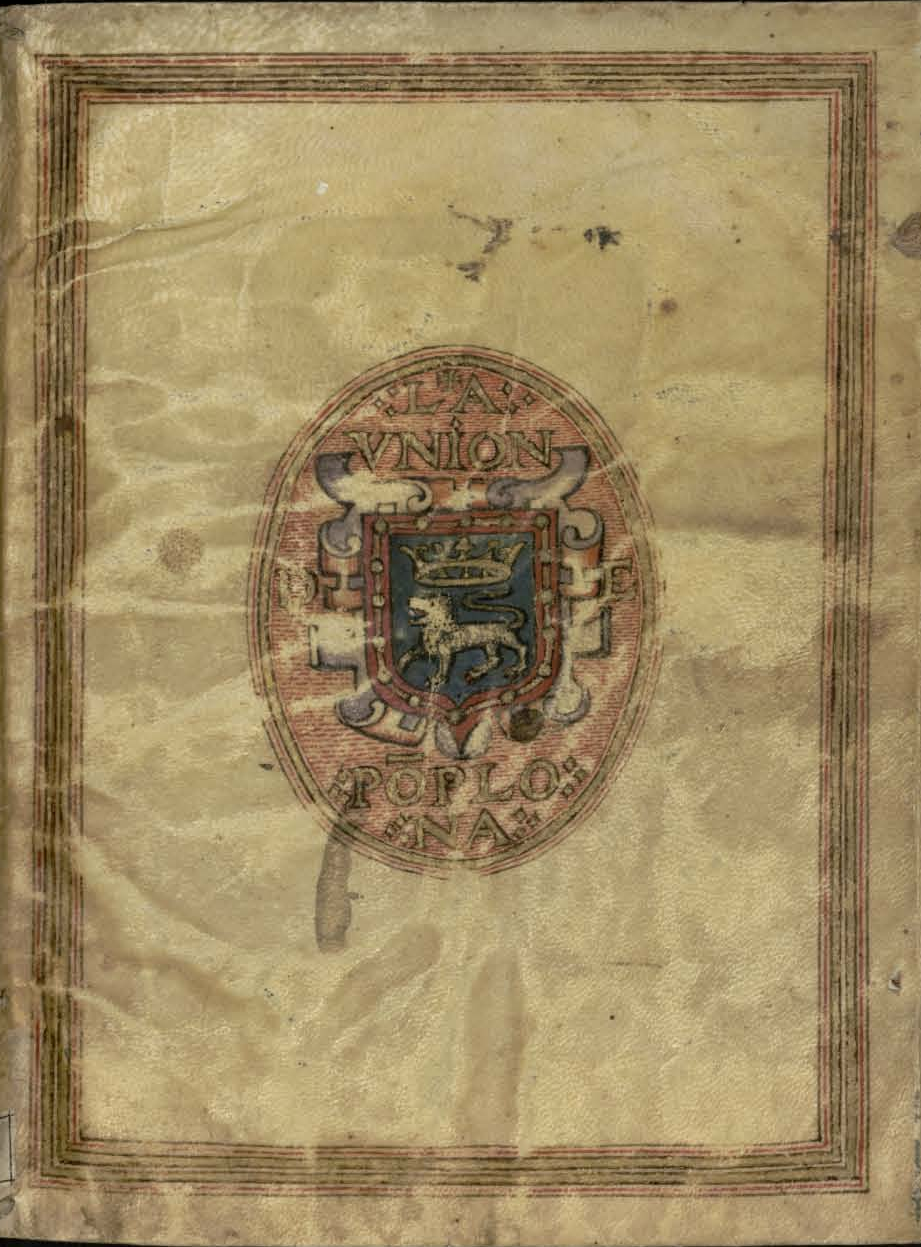
Une copie du Privilège de l'Union (15 mai 1588) Par Pedro de Labayen (Biblioteca Nacional de España)

## Contenu
Il est composé de 29 chapitres, règles, indiquant la manière dont le nouveau conseil municipal de Pampelune devrait régir son fonctionnement : symboles, élection des maires, maire, fonctionnaires municipaux, administration de la justice, perception des impôts, contrôle des poids et mesures, etc. Il comprend également comment ce privilège doit être élevé à la catégorie de juridiction et de droit propre à Pampelune et doit être approuvé par les trois États du Royaume de Navarre, se réservant, ainsi qu'à leurs successeurs, "le pouvoir et l'autorité de corriger, modifier et interpréter le Privilège et le publier le cas échéant."

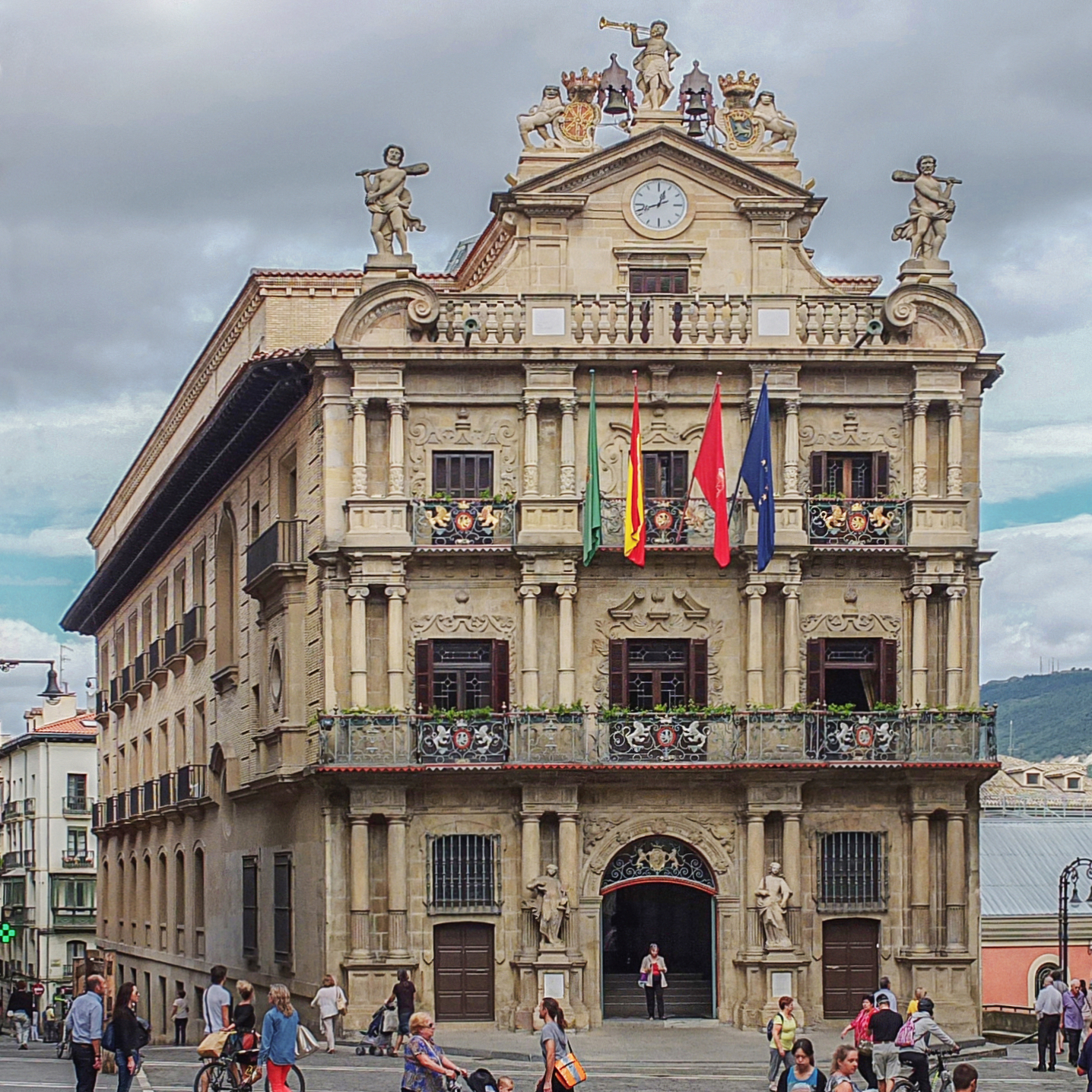
Mairie de Pampelune.

## Le conseil municipal
Bien que le bâtiment actuel et mondialement connu soit une construction moderne (depuis 1950) avec une façade du XVIIIe siècle, le site où il se trouve est le même que celui où la Casa de la Jurería ou la mairie a été construite, par mandat royal, après la promulgation de le privilège de l'Union.
L'espace se trouvait au centre-ville de la nouvelle commune, tout près du Palais Royal de Navarre (aujourd'hui Archives Royales et Générales de Navarre) et à l'extérieur de chacun des anciens murs des bourgs.

### Devise
Actuellement (2023) la ville détient les titres de Très noble, très loyal et très héroïque ("Muy noble, muy leal y muy heróica", en espagnol) accordés par trois monarques différents :
- Très noble, par Charles III le Noble, déjà inscrit à l'occasion de la promulgation du Privilège dit de l'Union, du 8 septembre 1423 ;
- Très fidèle, par Catherine Ire de Foix et Jean III d'Albret, dont la première référence est datée du 25 septembre 1486, où il est mentionné comme "noble et loyal" à l'occasion de lui accorder le soi-disant « Privilège de l'empire simple et mixte », c'est-à-dire la juridiction civile et pénale. Dans les Nouveaux Chapitres accordés par Ferdinand le Catholique le 12 juin 1513, ce traitement de "noble et loyal" est également recueilli dans le soi-disant Codex du Privilège de l'Union, de 1533, préparé par Fernando de Ilarregui comme « Très Ville Noble et Très Léale de Pampelune » ;
- Très héroïque, par Ferdinand VII, par l'intermédiaire de la Real Cédula du 18 août 1824, « en récompense de sa fidélité, de sa constance et de ses sacrifices après le blocus militaire » subi l'année précédente par l'armée française. La mention comportait déjà le triple diplôme: Ville Très Noble, Très Léale et Très Héroïque de Pampelune.

## Commémoration annuelle
Chaque année, le 8 septembre, le Privilège de l'Union est célébré pour le commémorer, entre les actes, la corporation municipale célèbre une journée portes ouvertes afin que les autres citoyens puissent connaître leur mairie, où le document par lequel les trois centres de population ont été unis est exposé, en plus, il remet un mouchoir honorifique à quelque personnage important.
Le week-end le plus proche du 8 septembre, un marché médiéval se tient dans la ville à travers les vieilles villes, où l'on trouve des artisans tels que des forgerons ou des fourreurs, ainsi que de nombreux défilés et spectacles dans les rues. Le même jour, le 8 septembre, le matin (si c'est un week-end) ou l'après-midi (si c'est du lundi au vendredi), la Corporation municipale se rend en tant que corps de la ville avec La Pamplonesa et Le Cortège des Géants et des Grosses Têtes (en espagnol, Comparsa de Gigantes y Cabezudos), à la cathédrale, où il fait un hommage et une offrande florale devant le mausolée de Carlos III et de sa femme Leonor, après quoi ils organisent un défilé à travers le rues des vieilles villes pour retourner à la mairie et exécuter diverses danses et lire une proclamation, parmi les deux autres actes, tels que des concerts, rappelez-vous cet événement dans la ville en ce jour spécial.